# 板橋区 (新北市)

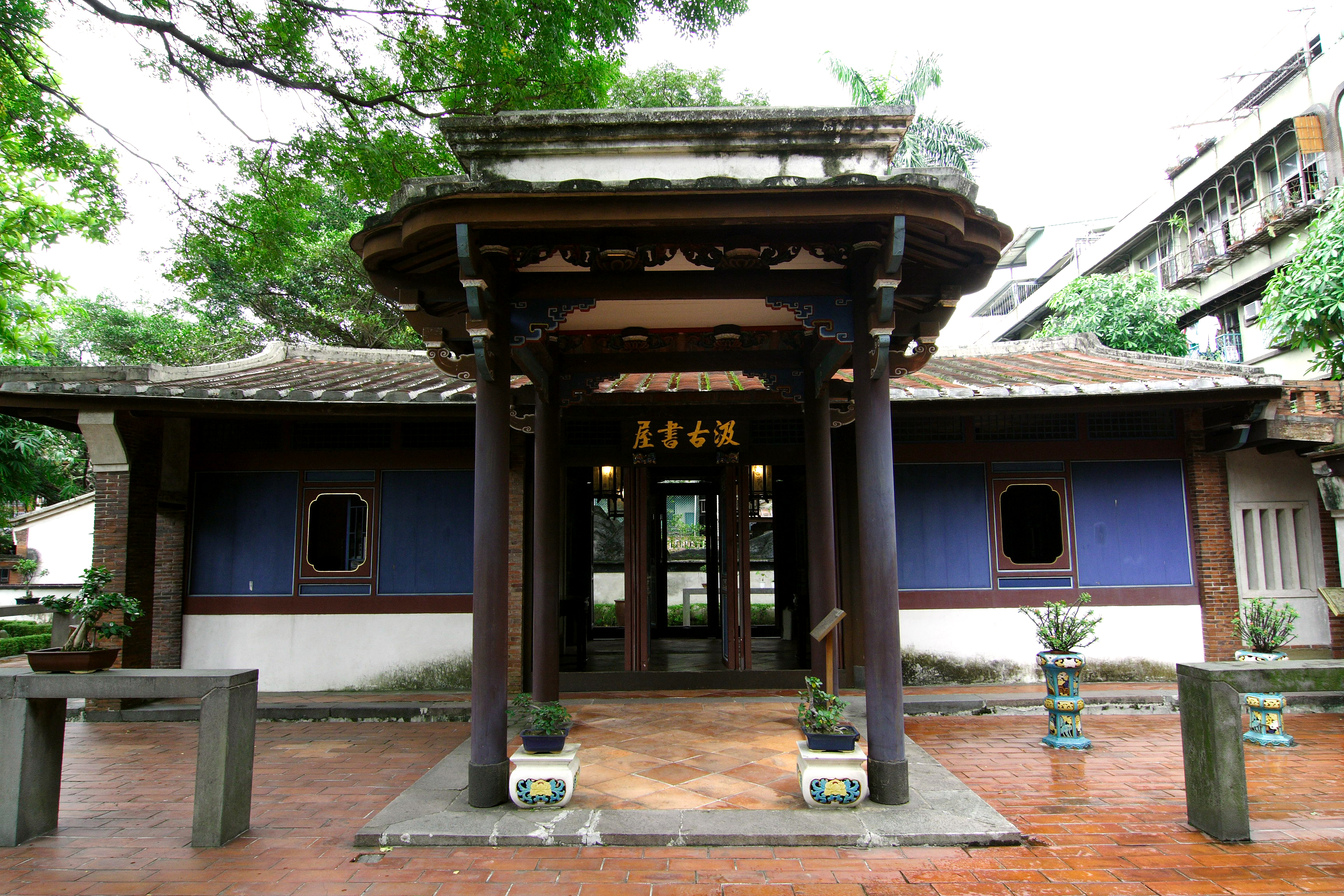
林本源園邸（板橋林家花園）の汲古書屋

板橋区（バンチアオ/いたはし-く）は、台湾新北市中西部に位置する市轄区。台北市の衛星都市として発展している。

## 地理

### 行政区画
| 分区 | 地区 | 里 |
| ---- | ---- | --- |
| 1    | 府中 | 留侯里、流芳里、赤松里、黄石里、挹秀里 |
| 1    | 社後 | 社後里、香社里、香雅里、港尾里、港徳里、国光里、中正里、自強里、自立里、金華里、光華里、光栄里、民権里、民安里、新生里、建国里                                                                                         |
| 1    | 湳子 | 湳興里、新興里 |
| 2    | 新埔 | 新埔里、幸福里、文徳里、漢生里、公館里、百寿里、介寿里、華江里、忠誠里、陽明里、新民里 |
| 2    | 江翠 | 江翠里、純翠里、聯翠里、文化里、宏翠里、仁翠里、新翠里、朝陽里、吉翠里、徳翠里、新海里、満翠里、明翠里、松翠里、柏翠里、龍翠里、松柏里、華翠里、莒光里、忠翠里、嵐翠里、文聖里、文翠里、青翠里、懐翠里、福翠里、渓頭里 |
| 3    | 江翠 | 港嘴里、光復里、振興里、振義里 |
| 3    | 新板 | 深丘里、福丘里、香丘里、東丘里、東安里、西安里、長安里、民生里 |
| 3    | 埔墘 | 埔墘里、埤墘里、永安里、双玉里、玉光里、福寿里、居仁里、広新里、海山里、九如里、長寿里、光仁里、富貴里、正泰里、荘敬里                                                                                                 |
| 4    | 湳子 | 華德里、華興里、華貴里、華福里、華東里、郷雲里 |
| 4    | 後埔 | 広福里、広徳里、国泰里、後埔里、福徳里、福禄里、福星里、景星里、五権里、仁愛里、信義里、重慶里、和平里、民族里、大豊里                                                                                                 |
| 5    | 浮洲 | 浮洲里、大安里、福安里、聚安里、龍安里、華中里、僑中里、中山里、歓園里、復興里、大観里 |
| 5    | 渓崑 | 渓洲里、渓北里、渓福里、堂春里、崑崙里、成和里 |

## 歴史
板橋は古くは擺接と称した。これはこの地区に居住していたケタガラン族が建てた武朥湾社に隣接する擺接社に由来する。後に閩南語で近い発音の枋橋に置き換えられた。現在でも台湾語では板橋のことを枋橋（Pang-kiô）と称している。更に日本統治時代の1920年（大正9年）の地方制度改革とともに枋を板に変え、発音も日本風の「いたはし」と変更されたが、第二次世界大戦後は漢音による発音も使用されている。
また木橋にちなむとする別の地名由来の説もある。その説によれば、昔この地に河があり住民の交通に不便を来たしていたが、そこに望族林本源家木が私財を投じ木橋を建設したため、その木橋にちなんでこの地を板橋と呼ぶとされる。この木橋は現在の留侯里、流芳里付近に位置していたが、現在はその位置に橋は伝わっていない。
雍正年間より漢人が植民しはじめ、乾隆年間には廖啓樁、林成祖らによる開拓が進み、「擺接堡」が設けられた。管轄は現在の板橋区のほか、中和区、土城区及び新荘区西部一帯であった。
日本統治時代になると鉄道が板橋に敷設され、板橋の都市としての発展の基礎が築かれた。1945年に中華民国に領有されると、外省人が多く流入し、1960年代の経済発展を経て現在に至っている。

## 政治
板橋区は新北市の市庁所在地であり、板橋は新北市西部において最も台北市に近い。この地理的特徴は政治においても反映しており、板橋では泛藍（国民党など）・泛緑（民進党など）のそれぞれに偏りのない中間層が多い。

### 行政
歴代首長
| 代               | 氏名         | 期間                            | 備考         |
| 日本統治時代     | 日本統治時代 | 日本統治時代                    | 日本統治時代 |
| 枋橋区長         | 枋橋区長     | 枋橋区長                        | 枋橋区長     |
| ---------------- | ------------ | ------------------------------- | ------------ |
| -                | 林清山       | 1910年 - 1920年                 |              |
| 板橋庄長         |              |                                 |              |
| -                | 林清山       | 1920年 - 1924年                 |              |
| -                | 山本義信     | 1924年 - 1929年                 |              |
| 板橋街長         |              |                                 |              |
| -                | 山本義信     | 1929年 - 1930年                 |              |
| -                | 神谷亀吉     | 1930年 - 1931年                 |              |
| -                | 淀川喜代治   | 1931年 - 1938年                 |              |
| -                | 野村豊助     | 1938年 - 1945年                 |              |
| 中華民国統治時代 |              |                                 |              |
| 板橋鎮長         |              |                                 |              |
| 1                | 林宗賢       | 1947年01月01日 - 1947年06月20日 | 間接選挙     |
| 代理             | 陳弄獅       | 1947年06月20日 - 1947年10月22日 | 間接選挙     |
| 補欠             | 林燕清       | 1947年10月22日 - 1948年12月31日 | 間接選挙     |
| 2                | 林日高       | 1949年01月01日 - 1949年12月31日 | 間接選挙     |
| 補欠             | 林宗慎       | 1950年01月01日 - 1951年07月01日 | 間接選挙     |
| 1                | 林宗慎       | 1951年07月01日 - 1953年07月01日 | 直接選挙     |
| 2                | 林宗慎       | 1953年07月01日 - 1956年07月01日 | 直接選挙     |
| 3                | 林宗慎       | 1956年07月01日 - 1960年01月16日 | 直接選挙     |
| 4                | 楊水生       | 1960年01月16日 - 1964年03月01日 | 直接選挙     |
| 5                | 劉順天       | 1964年03月01日 - 1968年03月01日 | 直接選挙     |
| 6                | 劉順天       | 1968年03月01日 - 1972年06月30日 | 直接選挙     |
| 板橋市長         |              |                                 |              |
| 1                | 劉順天       | 1972年07月01日 - 1973年04月01日 | 直接選挙     |
| 2                | 郭政一       | 1973年04月01日 - 1977年12月30日 | 直接選挙     |
| 3                | 郭政一       | 1977年12月30日 - 1982年03月01日 | 直接選挙     |
| 4                | 張馥堂       | 1982年03月01日 - 1986年03月01日 | 直接選挙     |
| 5                | 張馥堂       | 1986年03月01日 - 1990年03月01日 | 直接選挙     |
| 6                | 呉清池       | 1990年03月01日 - 1994年03月01日 | 直接選挙     |
| 7                | 呉清池       | 1994年03月01日 - 1998年03月01日 | 直接選挙     |
| 8                | 林鴻池       | 1998年03月01日 - 2002年03月01日 | 直接選挙     |
| 9                | 林鴻池       | 2002年03月01日 - 2005年02月01日 | 直接選挙     |
| 代理             | 張宏陸       | 2005年02月01日 - 2005年12月20日 | 直接選挙     |
| 代理             | 廖栄清       | 2005年12月20日 - 2006年03月01日 | 直接選挙     |
| 10               | 江恵貞       | 2006年03月01日 - 2010年12月24日 | 直接選挙     |
| 板橋区長         |              |                                 |              |
| 1                | 江恵貞       | 2010年12月25日 - 2011年08月01日 |              |
| 2                | 林純秀       | 2011年08月01日 - 2014年12月24日 |              |
| 3                | 林敬榜       | 2014年12月25日 - 2019年02月01日 |              |
| 4                | 林耀長       | 2019年02月01日 -                |              |

### 立法
新北市議会（第04選区）
- 定数：9名
- 任期：2018年12月25日 - 2022年12月24日

| 番号 | 党派       | 氏名   | 得票率 |
| ---- | ---------- | ------ | ------ |
| 1    | 民主進歩党 | 黄俊哲 | 07.43% |
| 2    | 中国国民党 | 葉元之 | 10.95% |
| 3    | 中国国民党 | 林国春 | 12.64% |
| 4    | 民主進歩党 | 何博文 | 09.35% |
| 10   | 民主進歩党 | 戴瑋姍 | 09.24% |
| 12   | 中国国民党 | 劉美芳 | 07.50% |
| 15   | 中国国民党 | 周勝考 | 06.69% |
| 16   | 中国国民党 | 曽煥嘉 | 06.81% |
| 18   | 民主進歩党 | 王淑慧 | 05.83% |

立法院
- 任期：2016年2月1日 -

| 選挙区         | 党派       | 氏名   | 得票率 |
| -------------- | ---------- | ------ | ------ |
| 新北市第06選区 | 民主進歩党 | 張宏陸 | 52.61% |
| 新北市第07選区 | 民主進歩党 | 羅致政 | 53.61% |

## 対外関係

### 姉妹都市･提携都市

#### 国外
- アディソン（アメリカ合衆国 テキサス州）
- セリトス（アメリカ合衆国 カリフォルニア州）

#### 国内
- 金湖鎮（金馬地方 金門県）

## 教育

### 大学
国立
- 国立台湾芸術大学

### 技術学院
- 致理科技大学
- 亜東科技大学

### 高級中学
国立
- 国立華僑中学

市立
- 新北市立板橋高級中学
- 新北市立海山高級中学
- 新北市立光復高級中学

私立
- 私立光仁光級中学

### 高級職校
私立
- 私立光華高級商業職業学校
- 私立豫章高級工商職業学校

### 国民中学
市立
| - 新北市立板橋国民中学 - 新北市立重慶国民中学 - 新北市立江翠国民中学 | - 新北市立中山国民中学 - 新北市立新埔国民中学 - 新北市立渓崑国民中学 | - 新北市立光復国民中学 - 新北市立大観国民中学 |

### 国民小学
市立
| - 新北市立沙崙国民小学 - 新北市立重慶国民小学 - 新北市立江翠国民小学 - 新北市立後埔国民小学 - 新北市立海山国民小学 - 新北市立莒光国民小学 | - 新北市立埔墘国民小学 - 新北市立板橋国民小学 - 新北市立中山国民小学 - 新北市立国光国民小学 - 新北市立渓洲国民小学 - 新北市立実践国民小学 | - 新北市立新埔国民小学 - 新北市立大観国民小学 - 新北市立信義国民小学 - 新北市立文徳国民小学 - 新北市立文聖国民小学 |

## 交通

### 鉄道
台湾鉄路管理局（台鉄）
■縦貫線（北段）
- 板橋 - 浮洲 -
台湾高速鉄道（台湾高鉄）
■台湾高速鉄道
- 板橋 -
台北捷運（北捷）
■土城線（板南線）
- 亜東医院 - 府中 -（板橋線に直通）
■板橋線（板南線）
（土城線に直通）- 府中 - 板橋 - 新埔 - 江子翠 -
■環状線（2020年開業予定）

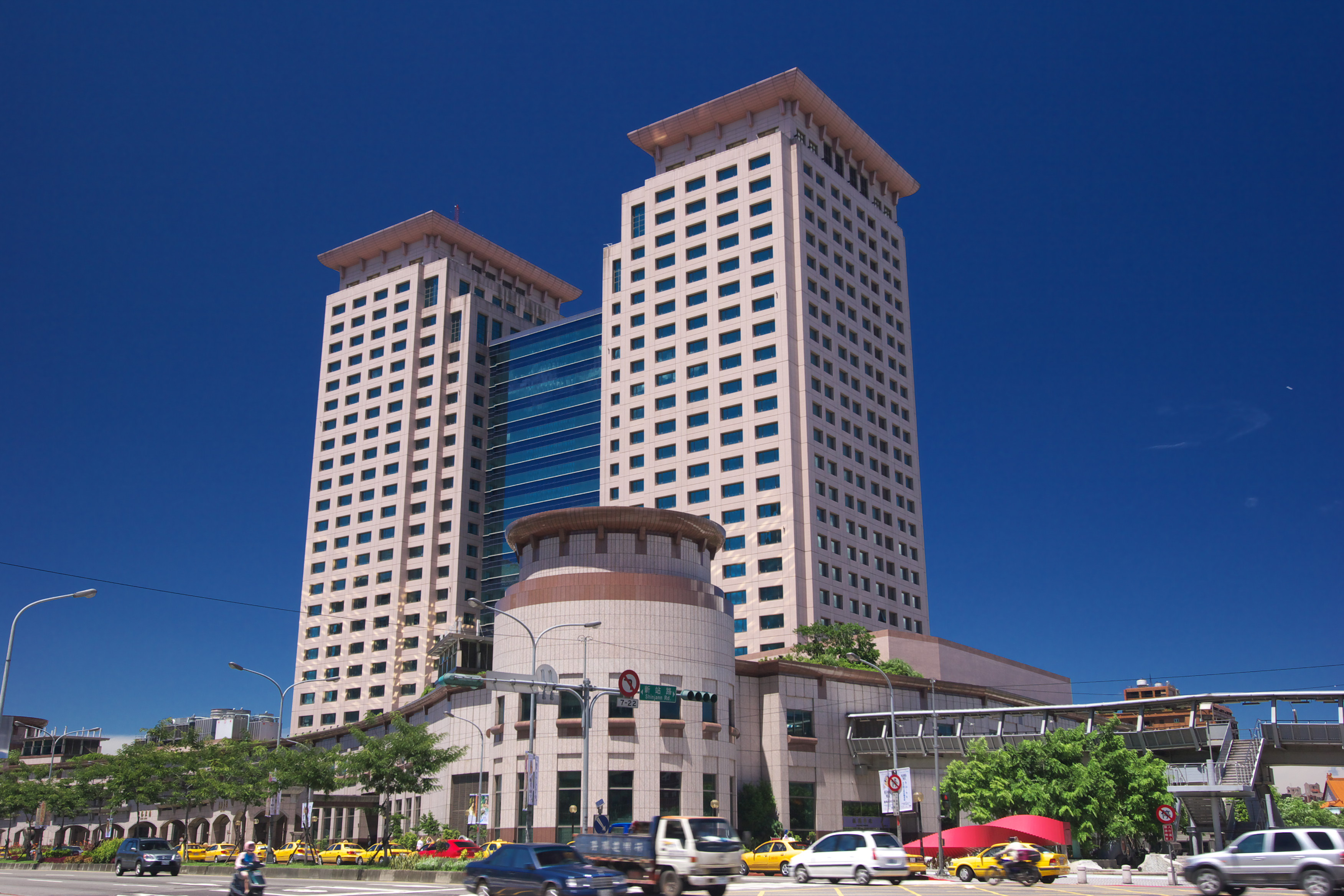
板橋駅駅舎（2007年8月16日）

- 板新 - 板橋 - 新埔民生 -

### 道路
高速道路 
- 台64線（八里新店快速道路）

- 江子翠JCT - 江子翠IC - 板橋IC -
- 台65線（新北市特二号道路）

- 板橋一IC - 板橋二IC -
- 新北環河快速道路

 一般省道 
- 台3線（内山公路）

 市道 
- 市道106号
  - 市道106号甲線
- 市道114号
- 市道116号

 区道 
- 区道北73線
- 区道北89線
- 区道北91線
- 区道北92線
- 区道北93線

## 観光

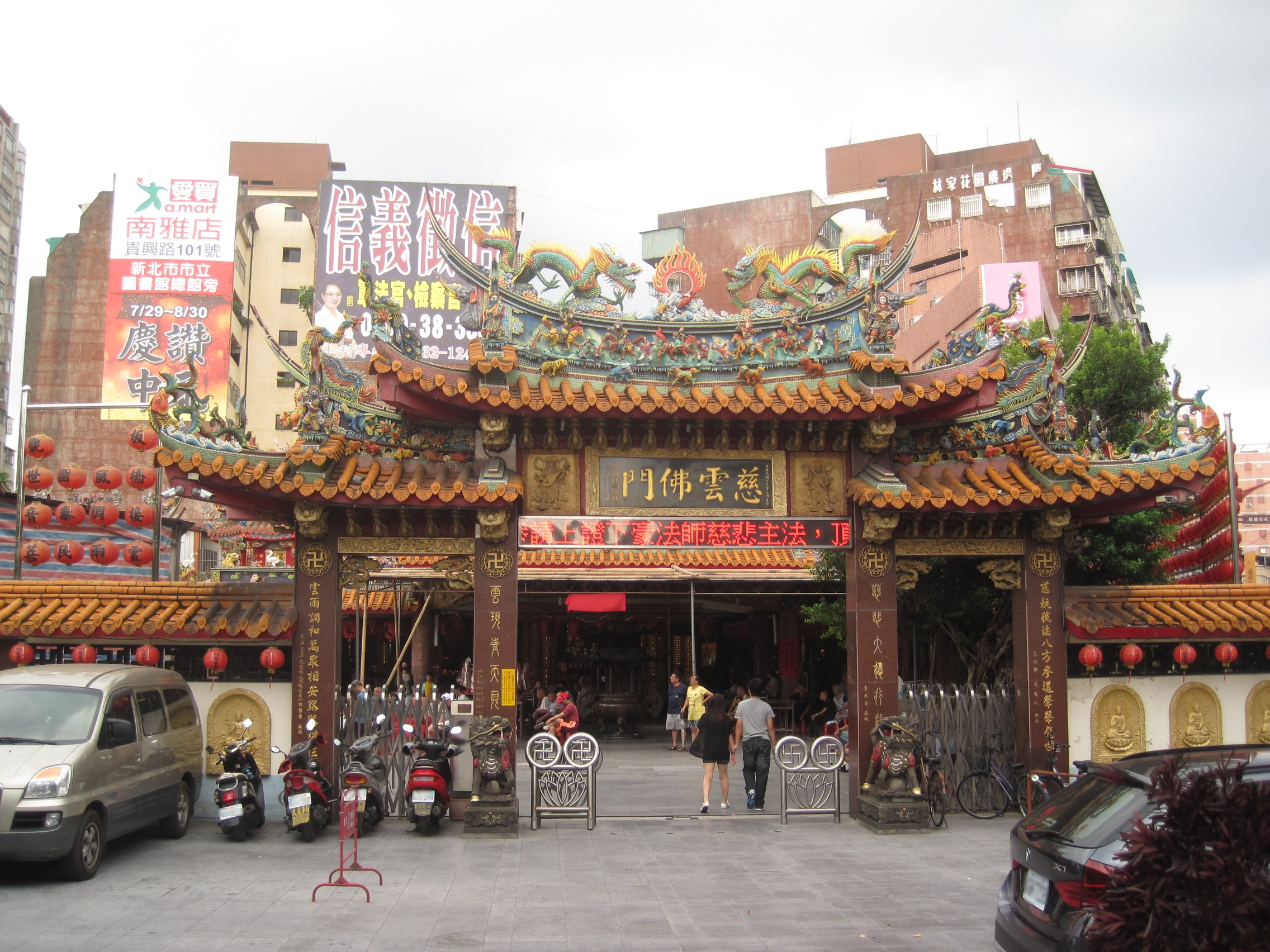
接雲寺

- 板橋林家花園（林本源園邸）
- 板橋慈恵宮（中国語版）（媽祖廟）
- 板橋接雲寺（中国語版）
- 南雅夜市（中国語版）
- 新北市庁展望台
- 板橋435芸文特区（中国語版）